# Gabriel Knight: Sins of the Fathers
Gabriel Knight: Sins of the Fathers est le premier jeu d'aventure de la série Gabriel Knight. Il a été écrit par la romancière Jane Jensen.

## Histoire

### Synopsis
Gabriel Knight, écrivain et propriétaire de la librairie Saint George's Books située dans le carré français de La Nouvelle-Orléans, est hanté chaque nuit par de sombres cauchemars. Il va progressivement découvrir que ces rêves sont liés à la mystérieuse histoire de ses ancêtres.
Dans ce premier opus, Gabriel, qui cherche un sujet de roman, va enquêter sur une série de meurtres dont la mise en scène laisse à penser que les coupables seraient liés aux pratiquants du Vaudou. Aidé dans ses recherches par son ami l'inspecteur Franklin Mosely, qui est chargé de l'affaire en question, et par son assistante Grace Nakimura, Gabriel s'engouffrera dans une aventure dangereuse, chargée de révélations inattendues sur son propre passé.

### Personnages
- Gabriel Knight : écrivain, propriétaire de la libraire St George's Books
- Grace Nakimura : assistante de Gabriel Knight à la librairie St George's Books
- Franklin Mosely : inspecteur dans la police de La Nouvelle-Orléans et ami d'enfance de Gabriel Knight; enquête sur les crimes Vaudou
- Malia Gedde : richissime héritière d'une grande famille de La Nouvelle-Orléans
- Docteur John : fondateur et gestionnaire d'un musée sur le Vaudou à La Nouvelle-Orléans

### Lieux
- La Nouvelle-Orléans
  - Jackson Square
  - Cathedrale Saint Louis
  - Musée Vaudou
  - L'Université Tulane
- Allemagne
- Afrique

## Accueil
- Adventure Gamers : 5/5[1]

## Équipe de développement
- Conceptrice du jeu : Jane Jensen
- Producteur/Compositeur : Robert Holmes
- Directrice : Jane Jensen
- Programmeur principal : Tom DeSalvo
- Directeur Illustrations et Décors : John Shroades
- Directeur animation : Michael Hutchinson
- Directeur produit : Sheyy Short
- Textes et dialogues : Jane Jensen
- Ingénieurs sons : Rich et Kelly Spurgeon
- Directeur technologique : Bill Crow
- Photographie : Bob Ballew
- Concepteurs du manuel : Nathan Gams et Maria Fruebe

## Doublage
- Tim Curry : Gabriel Knight
- Mark Hamill : Détective Franklin Mosely
- Michael Dorn : Docteur John
- Leah Remini : Grace Nakimura
- Virginia Capers : Narrateur
- Leilani Jones : Malia Gedde
- Efrem Zimbalist Jr. : Wolfgang
- Jeff Bennett : Sam
- Mary Kay Bergman : Gerde
- Linda Gary : Grand-Mère Knight
- Nancy Lenehan : Magentia Moonbeam
- Susan Lilo : Mme Cazaunoux
- Rocky Carroll : Willy Walker
- Jim Cummings : Brigadier
- Chris Lytton : Crash
- Stuart M.Rosen : Le prêtre
- Monte Markham : Hartridge

## Gabriel Knight: Sins of the Fathers - 20th Anniversary
Gabriel Knight: Sins of the Fathers - 20th Anniversary est un remake du jeu proposant des décors en haute définition et des personnages en 3D. Il a été développé par la société de Jane Jensen, Pinkerton Road, et a été édité par Phoenix Online Studios. Il est sorti le 15 octobre 2014 sur Windows, Mac, iOS et Android. Il reçoit la note de 5/10 dans Canard PC.